# Элдораду (Сан-Паулу)
Элдораду (порт. Eldorado) — муниципалитет в Бразилии, входит в штат Сан-Паулу. Составная часть мезорегиона Южное побережье штата Сан-Паулу. Входит в экономико-статистический микрорегион Режистру. Население составляет 14 883 человека на 2006 год. Занимает площадь 1 656,728 км². Плотность населения — 9,0 чел./км².

## История
Город основан 10 марта 1845 года.

## Статистика
- Валовой внутренний продукт на 2003 составляет 81.386.367,00 реалов (данные: Бразильский институт географии и статистики).
- Валовой внутренний продукт на душу населения на 2003 составляет 5.597,41 реалов (данные: Бразильский институт географии и статистики).
- Индекс развития человеческого потенциала на 2000 составляет 0,733 (данные: Программа развития ООН).

## География
Климат местности: субтропический. В соответствии с классификацией Кёппена, климат относится к категории Cfa.